# Nova Friburgo
Nova Friburgo är en stad och kommun i Brasilien som ligger i delstaten Rio de Janeiro. Hela kommunen har cirka 180 000 invånare.

## Historia
Staden grundades 1820 av schweiziska emigranter från Fribourg sedan den brasilianske kejsaren João VI 1818 gett tillstånd för schweiziska utvandrare att invandra till Brasilien. De schweiziska invandrarna gav staden namnet São João Batista de Nova Friburgo. Efter grundandet växte staden genom invandring, framför allt från Tyskland men även från andra delar av världen.

## Administrativ indelning
Kommunen var år 2010 indelad i åtta distrikt:
- Amparo
- Campo do Coelho
- Conselheiro Paulino
- Lumiar
- Muri
- Nova Friburgo
- Riograndina
- São Pedro da Serra